# Eléonore Denuelle
Eléonore Denuelle, född 1787, död 1868, var en fransk kvinna, känd för sin omtalade förbindelse med kejsar Napoleon I 1806-1808.
Hon tillhörde en medelklassfamilj och gick i samma skola som Napoleons systrar, L'Institution nationale de Saint-Germain. Efter avslutad skolgång gifte hon sig 1805 med en armékapten. Hennes make dömdes dock till fängelse för bedrägeri, varefter hon tog ut skilsmässa. 
Efter skilsmässan presenterades hon för Napoleon av hans syster, hennes skolkamrat Caroline Bonaparte, hos vilken hon hade anställts som hovdam.  Denuelle och Napoleon inledde då ett förhållande, som uppmärksammades i samtiden. Paret fick Charles Léon tillsammans. 
Födelsen av sonen gjorde Napoleon övertygad om att hans barnlöshet i äktenskapet inte berodde på honom och slutligen till hans skilsmässa och omgifte. Han arrangerade 1808 ett äktenskap för Eléonore Denuelle med en militär, och hon följde sedan sin nya make på hans uppdrag i Spanien. Hon blev änka 1812, och gifte om sig 1814. 